# Џермантаун (Њујорк)
Џермантаун (енгл. Germantown) насељено је место без административног статуса у америчкој савезној држави Њујорк.

## Демографија
По попису из 2010. године број становника је 845, што је 17 (-2,0%) становника мање него 2000. године.
| Група             | 2000.       | 2010.       |
| Белци             | 822 (95,4%) | 776 (91,8%) |
| Афроамериканци    | 8 (0,9%)    | 5 (0,6%)    |
| Азијати           | 5 (0,6%)    | 15 (1,8%)   |
| Хиспаноамериканци | 15 (1,7%)   | 36 (4,3%)   |
| Укупно            | 862         | 845         |